# Очистка данных
Очистка данных (англ. Data cleansing) — процесс выявления и исправления ошибок, несоответствий данных с целью улучшения их качества, иногда классифицируется как составная часть интеллектуального анализа данных.
Очистка данных выполняется с определенными наборами данных в базах данных или файлах. Необходимость в очистке данных чаще всего возникает при интеграции различных информационных систем (хранилища данных, системы управления ресурсами предприятия, системы управления взаимодействием с клиентами).
Источники данных в различных системах часто находятся в разрозненном виде и в различных состояниях. Преобразования выполняются автоматически (в соответствии с набором правил) либо вручную (в интерактивном режиме).
Наиболее типичные предметные области, подлежащие очистке и исправлению в корпоративных информационных системах — сведения о лицах и организациях, адресная и контактная информация, также подлежит очистке любая справочная информация, вносимая вручную в текстовом виде.